# Letonia en el Festival de la Canción de Eurovisión 2021
Letonia participó en el LXV Festival de la Canción de Eurovisión, celebrado en Róterdam, Países Bajos del 18 al 22 de mayo del 2021, tras la victoria de Duncan Laurence con la canción «Arcade». La Latvijas Televizija decidió mantener a la representante de Letonia de la cancelada edición de 2020, la cantante Samanta Tīna para participar en la edición de 2021, siendo presentada en el mes de marzo la canción «The moon is rising» con la cual competiría.
Samanta Tīna finalizó en último lugar de la semifinal 2 con 14 puntos, 4 del jurado profesional y 10 del televoto, con lo cual Letonia se colocó en el último lugar en semifinales por quinta ocasión en la historia.

## Historia de Letonia en el Festival
Letonia es uno de los países de Europa del Este que se fueron uniendo al festival desde 1993 después de la disolución de la Unión Soviética. Letonia comenzó a concursar en 2000, con el grupo Brainstorm y la canción «My Star» finalizando en una notable 3.ª posición. Desde entonces el país ha concursado en 20 ocasiones, logrando vencer en una ocasión el festival: en 2002 con la cantante Marie N y la canción pop con toques de salsa «I wanna». Además de 2000 y 2002, Letonia ha logrado colocarse en una ocasión más dentro de los mejores 5: un 5° lugar en 2005 de Walters & Kazha. A pesar de esos resultados, Letonia actualmente es considerado como el país menos exitoso del festival: desde 2009 el país báltico solo se ha clasificado dos veces de 11 semifinales en las que ha participado, posicionándose en último lugar de la semifinal en 4 ocasiones.
La representante para la edición cancelada de 2020 fue la ganadora de la final nacional de ese año, Samanta Tīna con la canción pop «Still breathing». En 2019, el grupo Carousel no clasificó a la gran final, terminando en 15° lugar con 50 puntos con el tema «That night».

## Representante para Eurovisión

### Elección Interna
El 16 de mayo de 2020, LTV confirmó que Samanta Tīna fue seleccionada internamente para representar a Letonia en el concurso de 2021. La canción de Letonia para 2021, titulada «The Moon Is Rising», fue revelada el 12 de marzo de 2021, al cierre de una serie documental especial sobre la televisora titulada «Kā uzvarēt Eirovīzijā? Samantas Tīnas ceļš uz Roterdamu» (en español: ¿Cómo ganar en Eurovisión? El camino de Samanta Tīna a Róterdam) que narró el proceso de elección de la canción. La canción fue seleccionada después de un campamento de compositores a finales de 2020 en el que estuvieron presentes Arnis Račinskis, Kaspars Ansons y Aminata Savadogo.

## En Eurovisión
De acuerdo a las reglas del festival, todos los concursantes inician desde las semifinales, a excepción del anfitrión (en este caso, Países Bajos) y el Big Five compuesto por Alemania, España, Francia, Italia y Reino Unido. La producción del festival decidió respetar el sorteo ya realizado para la edición cancelada de 2020 por lo que se determinó que el país, tendría que participar en la segunda semifinal. En este mismo sorteo, se determinó que participaría en la segunda mitad de la semifinal (posiciones 10-17). Semanas después, ya conocidos los artistas y sus respectivas canciones participantes, la producción del programa dio a conocer el orden de actuación, determinando que Letonia participara en la decimoquinta posición, precedida por Finlandia y seguido de Suiza.
Los comentarios para Letonia corrieron por parte de Toms Grēviņš en la semifinales, a quien se le unió Marie N en la final mientras que la portavoz del jurado profesional letón fue la cantante Aminata Savadogo.

### Semifinal 2
Samanta Tīna tomó parte de los primeros ensayos los días 11 y 14 de mayo, así como de los ensayos generales con vestuario de la segunda semifinal los días 19 y 20 de mayo. El ensayo general de la tarde del 19 fue tomado en cuenta por los jurados profesionales para emitir sus votos, que representan el 50% de los puntos. Letonia se presentó en la posición 15, detrás de Suiza y por delante de Finlandia. La actuación letona fue sencilla con Samanta Tīna con un vestido verde, cantando y bailando el tema acompañada de tres bailarinas. La actuación mantuvo tonos rojos y dorados, proyectándose en la pantalla LED de fondo unas manos formando una corona en tonos dorados.
Al final del show, Letonia no fue anunciada como uno de los países clasificados para la gran final. Los resultados revelados una vez terminado el festival, posicionaron a Letonia en el 17° y último lugar con 14 puntos, habiéndose colocado en decimosexto lugar en la votación tanto del jurado profesional como del televoto con 4 y 10 puntos, respectivamente.

### Votación

#### Puntuación otorgada a Letonia

##### Semifinal 2
| Jurado    | Jurado        | Jurado   | Jurado   | Jurado    |
| 12 puntos | 10 puntos     | 8 puntos | 7 puntos | 6 puntos  |
| --------- | ------------- | -------- | -------- | --------- |
|           |               |          |          |           |
| 5 puntos  | 4 puntos      | 3 puntos | 2 puntos | 1 punto   |
|           | - Moldavia    |          |          |           |
| Televoto  |               |          |          |           |
| 12 puntos | 10 puntos     | 8 puntos | 7 puntos | 6 puntos  |
|           |               |          |          |           |
| 5 puntos  | 4 puntos      | 3 puntos | 2 puntos | 1 punto   |
| - Georgia | - Reino Unido |          |          | - Estonia |

#### Puntuación otorgada por Letonia
| Puntos    | Jurado     | Televoto  |
| --------- | ---------- | --------- |
| 12 puntos | Islandia   | Moldavia  |
| 10 puntos | Suiza      | Estonia   |
| 8 puntos  | Portugal   | Finlandia |
| 7 puntos  | Finlandia  | Islandia  |
| 6 puntos  | Bulgaria   | Suiza     |
| 5 puntos  | Albania    | Portugal  |
| 4 puntos  | Moldavia   | Dinamarca |
| 3 puntos  | Estonia    | Georgia   |
| 2 puntos  | San Marino | Bulgaria  |
| 1 punto   | Austria    | Grecia    |

| Puntos    | Jurado    | Televoto  |
| --------- | --------- | --------- |
| 12 puntos | Suiza     | Lituania  |
| 10 puntos | Islandia  | Rusia     |
| 8 puntos  | Italia    | Finlandia |
| 7 puntos  | Ucrania   | Italia    |
| 6 puntos  | Lituania  | Ucrania   |
| 5 puntos  | Bulgaria  | Islandia  |
| 4 puntos  | Finlandia | Suiza     |
| 3 puntos  | Francia   | Francia   |
| 2 puntos  | Malta     | Noruega   |
| 1 punto   | Rusia     | Suecia    |

##### Desglose
El jurado letón estuvo compuesto por:
- Patrīcija Cuprijanoviča (Patrisha)
- Magnuss Eriņš
- Valts Pūce
- Kaspars Zemītis
- Guna Zučika

| Semifinal 2 | Semifinal 2     | Semifinal 2                | Semifinal 2                | Semifinal 2                | Semifinal 2                | Semifinal 2                | Semifinal 2                | Semifinal 2                | Semifinal 2                | Semifinal 2                |
| N.º         | País            | Jurado                     | Jurado                     | Jurado                     | Jurado                     | Jurado                     | Jurado                     | Jurado                     | Televoto                   | Televoto                   |
| N.º         | País            | Jurado A                   | Jurado B                   | Jurado C                   | Jurado D                   | Jurado E                   | Ranking                    | Puntos                     | Ranking                    | Puntos                     |
| ----------- | --------------- | -------------------------- | -------------------------- | -------------------------- | -------------------------- | -------------------------- | -------------------------- | -------------------------- | -------------------------- | -------------------------- |
| 01          | San Marino      | 4                          | 5                          | 12                         | 11                         | 14                         | 9                          | 2                          | 12                         |                            |
| 02          | Estonia         | 12                         | 9                          | 6                          | 6                          | 7                          | 8                          | 3                          | 2                          | 10                         |
| 03          | República Checa | 7                          | 8                          | 15                         | 13                         | 11                         | 13                         |                            | 13                         |                            |
| 04          | Grecia          | 10                         | 11                         | 5                          | 7                          | 10                         | 11                         |                            | 10                         | 1                          |
| 05          | Austria         | 11                         | 10                         | 11                         | 10                         | 3                          | 10                         | 1                          | 11                         |                            |
| 06          | Polonia         | 14                         | 15                         | 10                         | 16                         | 13                         | 16                         |                            | 16                         |                            |
| 07          | Moldavia        | 13                         | 14                         | 1                          | 9                          | 15                         | 7                          | 4                          | 1                          | 12                         |
| 08          | Islandia        | 5                          | 2                          | 2                          | 1                          | 1                          | 1                          | 12                         | 4                          | 7                          |
| 09          | Serbia          | 6                          | 13                         | 13                         | 15                         | 16                         | 14                         |                            | 15                         |                            |
| 10          | Georgia         | 16                         | 7                          | 16                         | 14                         | 12                         | 15                         |                            | 8                          | 3                          |
| 11          | Albania         | 2                          | 12                         | 9                          | 12                         | 8                          | 6                          | 5                          | 14                         |                            |
| 12          | Portugal        | 9                          | 3                          | 8                          | 2                          | 6                          | 3                          | 8                          | 6                          | 5                          |
| 13          | Bulgaria        | 8                          | 4                          | 7                          | 3                          | 5                          | 5                          | 6                          | 9                          | 2                          |
| 14          | Finlandia       | 3                          | 6                          | 4                          | 5                          | 9                          | 4                          | 7                          | 3                          | 8                          |
| 15          | Letonia         | -------------------------- | -------------------------- | -------------------------- | -------------------------- | -------------------------- | -------------------------- | -------------------------- | -------------------------- | -------------------------- |
| 16          | Suiza           | 1                          | 1                          | 3                          | 4                          | 2                          | 2                          | 10                         | 5                          | 6                          |
| 17          | Dinamarca       | 15                         | 16                         | 14                         | 8                          | 4                          | 12                         |                            | 7                          | 4                          |

| Final | Final        | Final    | Final    | Final    | Final    | Final    | Final   | Final  | Final    | Final    |
| N.º   | País         | Jurado   | Jurado   | Jurado   | Jurado   | Jurado   | Jurado  | Jurado | Televoto | Televoto |
| N.º   | País         | Jurado A | Jurado B | Jurado C | Jurado D | Jurado E | Ranking | Puntos | Ranking  | Puntos   |
| ----- | ------------ | -------- | -------- | -------- | -------- | -------- | ------- | ------ | -------- | -------- |
| 01    | Chipre       | 21       | 22       | 24       | 25       | 25       | 25      |        | 20       |          |
| 02    | Albania      | 17       | 23       | 22       | 23       | 17       | 23      |        | 24       |          |
| 03    | Israel       | 19       | 19       | 18       | 20       | 16       | 21      |        | 19       |          |
| 04    | Bélgica      | 9        | 8        | 10       | 6        | 19       | 12      |        | 13       |          |
| 05    | Rusia        | 10       | 10       | 6        | 5        | 18       | 10      | 1      | 2        | 10       |
| 06    | Malta        | 3        | 9        | 7        | 21       | 15       | 9       | 2      | 17       |          |
| 07    | Portugal     | 14       | 11       | 12       | 8        | 7        | 13      |        | 14       |          |
| 08    | Serbia       | 20       | 26       | 25       | 26       | 26       | 26      |        | 25       |          |
| 09    | Reino Unido  | 26       | 6        | 17       | 22       | 21       | 15      |        | 23       |          |
| 10    | Grecia       | 13       | 18       | 16       | 15       | 6        | 14      |        | 16       |          |
| 11    | Suiza        | 4        | 1        | 1        | 9        | 2        | 1       | 12     | 7        | 4        |
| 12    | Islandia     | 7        | 3        | 2        | 4        | 1        | 2       | 10     | 6        | 5        |
| 13    | España       | 22       | 21       | 26       | 16       | 20       | 24      |        | 26       |          |
| 14    | Moldavia     | 23       | 25       | 13       | 18       | 24       | 22      |        | 11       |          |
| 15    | Alemania     | 24       | 20       | 14       | 10       | 11       | 17      |        | 18       |          |
| 16    | Finlandia    | 12       | 5        | 5        | 7        | 8        | 7       | 4      | 3        | 8        |
| 17    | Bulgaria     | 11       | 17       | 3        | 13       | 3        | 6       | 5      | 15       |          |
| 18    | Lituania     | 5        | 2        | 19       | 3        | 10       | 5       | 6      | 1        | 12       |
| 19    | Ucrania      | 1        | 13       | 8        | 1        | 14       | 4       | 7      | 5        | 6        |
| 20    | Francia      | 6        | 7        | 9        | 11       | 4        | 8       | 3      | 8        | 3        |
| 21    | Azerbaiyán   | 15       | 24       | 15       | 12       | 22       | 20      |        | 12       |          |
| 22    | Noruega      | 25       | 14       | 4        | 24       | 5        | 11      |        | 9        | 2        |
| 23    | Países Bajos | 16       | 15       | 20       | 14       | 9        | 16      |        | 22       |          |
| 24    | Italia       | 2        | 4        | 11       | 2        | 12       | 3       | 8      | 4        | 7        |
| 25    | Suecia       | 18       | 12       | 21       | 19       | 13       | 19      |        | 10       | 1        |
| 26    | San Marino   | 8        | 16       | 23       | 17       | 23       | 18      |        | 21       |          |